# 保羅·史馬貝克
保羅·史馬貝克（英文：Paul Smadbeck；1956年—），在美國曼哈頓出生和成長，是一位作曲家、敲擊樂演奏家。在學生時代，保羅·史馬貝克學習演奏爵士鼓和敲擊樂，然後在伊薩卡學院獲得了敲擊樂演奏學士學位和音樂碩士學位。 保羅·史馬貝克受到利·霍華德·史蒂文斯（Leigh Howard Stevens）和戈登·史圖特（Gordon Stout）的馬林巴琴演奏所啟發，於1970年代後期成為當代著名的馬林巴琴演奏家，在全國各地舉行獨奏會。 此外，保羅·史馬貝克亦開始為樂器創作樂曲，他的練習曲和其他作品迅速成為表演者的最愛。

## 作品
- 馬林巴琴練習曲三首
- 節奏之歌(馬林巴琴)
- 弗吉尼亞州泰特(馬林巴琴)
- 費爾南多的華爾茲舞(馬林巴琴)